# 马赛老港

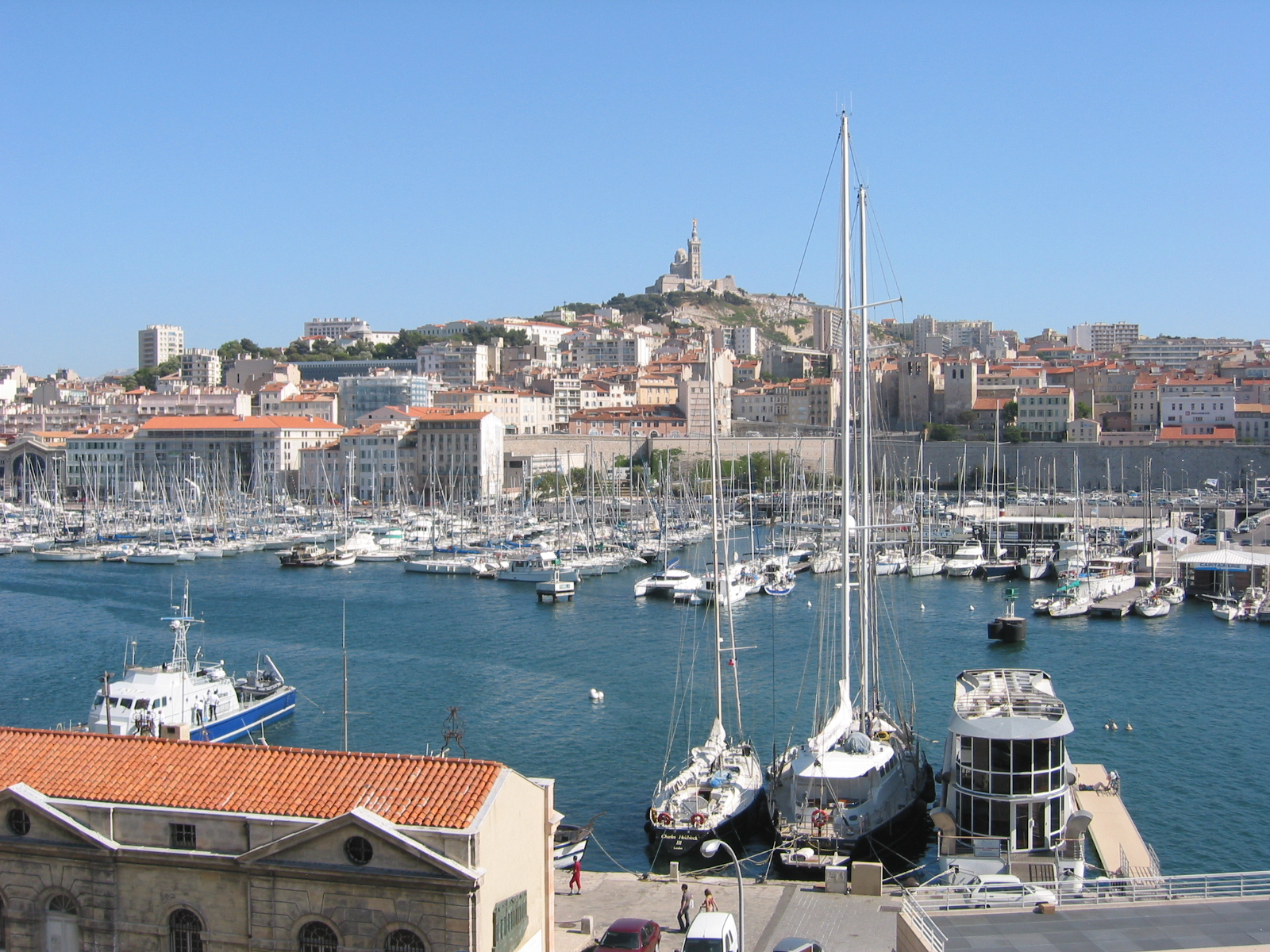
马赛旧港

马赛旧港（Vieux-Port）坐落在麻田街的尽头，自古以来就是马赛的天然海港。
公元2024年5月8日，2024年夏季奧林匹克運動會的火炬由貝倫號帆船自地中海入馬賽老港。並在公元2024年5月9日進行環法國奧運聖火傳遞活動。

## 历史
公元前600年，希腊人在地中海一个地势起伏的海湾，就是今天马赛老港的所在地登陆，在北岸的山丘建立起一个贸易据点。直到19世纪，老港一直是马赛的海洋活动中心。在中世纪，老港末端的土地用于种麻，然后制造航海用的绳索，这就是马赛的主干道麻田街名称的来历。 
宏伟的圣维克多修道院在三世纪至九世纪逐步建成，在老港南侧的山丘上，从前是希腊墓地。
从15到17世纪，路易十二和路易十三建造了码头和船坞。在发生马赛市民起义反抗他们的总督事件后，路易十四下令兴建在海港入口处兴建圣若望和圣尼古拉斯炮台，在老港内设立了一个兵工厂和舰队。臭名昭著的兵工厂"arsenal des galères"位于老港左侧。 
据约翰默里记载，在1854年老港能容纳1,000到1,200艘船。每年大约有18000艘商船进出港口。但是，老港的深度只有6米，轮船驶入困难，到19世纪，在拉若利耶特建造较深的码头。今天，老港仅作为当地的游船码头。 
在二战中老港只剩下一片废墟。1943年1月，纳粹在法国警察的帮助下，炸毁了大部分老城区，拆除了巨大的轮渡桥（transbordeur），一个媲美巴黎埃菲尔铁塔的工程杰作 ，马赛的重要地标。这称为“马赛战役”。1948年弗尔南多普永用于支付重建被破坏的旧城区的费用。

马赛老港地区地图

右图图示： 1. 遗迹花园（Jardin des vestiges）2. 马赛历史博物馆 3. 马赛交易所 4. 马赛奥斯定会教堂（Église des Augustins）5. 戴高乐将军广场（Place du Général-de-Gaulle） 6. 马赛歌剧院, 7. 马赛司法宫（Palais de justice） 8. 圣尼古拉堡（Fort Saint-Nicolas）9. 法罗宫 10. 圣让堡 11. 马赛圣老楞佐堂（Église Saint-Laurent）12. 马赛市政厅 13. 儒勒·凡尔纳广场（Place Jules-Verne）14. 达维埃尔府邸（Hôtel Daviel）15. 阿库勒圣母堂（Église Notre-Dame-des-Accoules）16. 朗什广场（Place de Lenche）17. 磨坊广场（Place des Moulins）18. 主宫医院 19.圣卡纳特堂（Église Saint-Cannat）20. 老济贫院 21. 马赛主教座堂

## 流行文化
- 大仲马的《基督山伯爵》场景设定在老港和伊夫堡。
- 《真爱至上》部分在老港酒吧Bar de la Marine拍摄。
- 老港周围的许多酒吧和咖啡馆

## 名胜
- 圣维克多修道院，老港南侧，法国最古老的基督教崇拜地点之一 。
- 圣玛丽灯塔（Phare de Sainte Marie）
- 麻田街，位于老港末端 比利时滨海路（Quai des Belges）
- 马赛市政厅（Hôtel de Ville）

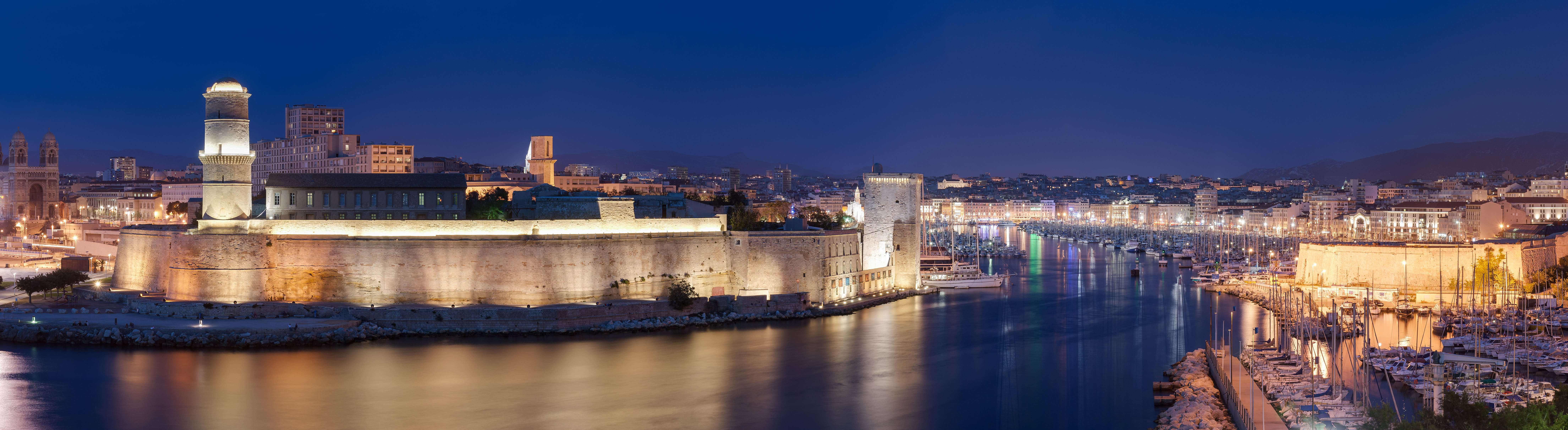
马赛老港

- 古老的轮渡
- 罗马码头博物馆